# Billy Ketkeophomphone
Vilayphone „Billy“ Ketkeophomphone (* 24. März 1990 in Champigny-sur-Marne) ist ein französischer Fußballspieler mit laotischen Wurzeln.

## Karriere

### Verein
Billy Ketkeophomphone begann mit dem Fußball in der Jugendabteilung des RC Paris. Danach kam er in das nationale Nachwuchsleistungszentrum des französischen Fußballverbandes, der INF Clairefontaine. 2007 ging Ketkeophomphone zu Racing Straßburg, wo er erst in der zweiten Mannschaft spielte. In der Saison 2009/10 kam Ketkeophomphone auch erstmals in der ersten Mannschaft zum Einsatz. Sein Profidebüt gab er am 1. Dezember 2009, als er beim 2:1-Sieg in der Ligue 2, gegen SC Bastia, in der 45. Minute für David Ledy eingewechselt wurde. Am Ende der Saison stieg Straßburg in die dritte französische Liga, die Championnat de France National, ab. In der Drittliga-Saison kam Ketkeophomphone zu 29 Einsätzen und fünf Treffern. Zur Saison 2011/12 wechselte Ketkeophomphone ins Ausland und heuerte beim Schweizer Erstligisten FC Sion an. Sein Debüt in der Axpo Super League gab er am 28. August 2011 (8. Spieltag), als er bei der 0:4-Niederlage gegen Servette Genf in der Anfangself stand und zu Beginn der zweiten Halbzeit durch Guilherme Afonso ersetzt wurde. Auch drei Wochen später kam er in der 1. Runde des Schweizer Pokals beim 5:0-Auswartssieg beim FC Colombier zum Einsatz. Anschließend spielte er nur noch für dessen Reservemannschaft. Am 29. Januar 2012 wurde bekannt, dass Billy bereits wieder den FC Sion verlässt; er wechselte zum französischen Zweitligisten FC Tours. 2015 ging er zurück nach Frankreich zum SCO Angers, wo er in der Ligue 1 debütierte und zwei Jahre später auch das Finale der Coupe de France erreichte. Es folgten weitere Stationen bei AJ Auxerre, SO Cholet und dem USL Dunkerque in der Ligue 2. Für Dunkerque absolvierte er 24 Zweitligaspiele. Im Januar 2022 wechselte er nach Asien, wo er in Malaysia einen Vertrag beim Erstligisten Sri Pahang FC unterschrieb. Dort blieb er zwar bis zum folgenden Sommer, doch wegen eines Bandscheibenvorfalls der sich im April ereignete kam er nur viermal zum Einsatz. Schließlich schloss er sich dem Siebtligisten AS Blotzheim an.

### Nationalmannschaft
Am 6. Dezember 2021 gab Ketkeophomphone sein Debüt in der laotischen A-Nationalmannschaft im Gruppenspiel der Südostasienmeisterschaft gegen Vietnam. Bei der 0:2-Niederlage in Singapur wurde er in der 86. Minute ausgewechselt. Auch in den noch folgenden drei Partien der Gruppenphase kam er noch zum Einsatz, konnte jedoch das Aus nach der Vorrunde nicht verhindern.

## Sonstiges
Billy Ketkeophomphone kam im Pariser Vorort Champigny-sur-Marne zur Welt. Seine Eltern stammen aus Laos.